# پرینستن میدوز (نیوجرسی)
پرینستن میدوز (به انگلیسی: Princeton Meadows) یک منطقهٔ مسکونی در ایالات متحده آمریکا است که در پلینسبورو، نیوجرسی واقع شده‌است. پرینستن میدوز ۵٫۴۷۹ کیلومتر مربع مساحت و ۱۳٬۸۳۴ نفر جمعیت دارد و ۲۶ متر بالاتر از سطح دریا واقع شده‌است.